# Esacus
Esacus es una género de aves charadriformes de la familia Burhinidae. Sus miembros son conocidos como alcaravanes picogrueso y se distribuyen en el sur de Asia y Oceanía.

## Especies
El género incluye dos especies:
- Esacus magnirostris (Vieillot, 1818) – alcaraván picogrueso australiano;
- Esacus recurvirostris (Cuvier, 1829) – alcaraván picogrueso indio.